# Clessé (Saône-et-Loire)
Clessé is een gemeente in het Franse departement Saône-et-Loire (regio Bourgogne-Franche-Comté) en telt 700 inwoners (1999). De plaats maakt deel uit van het arrondissement Mâcon.

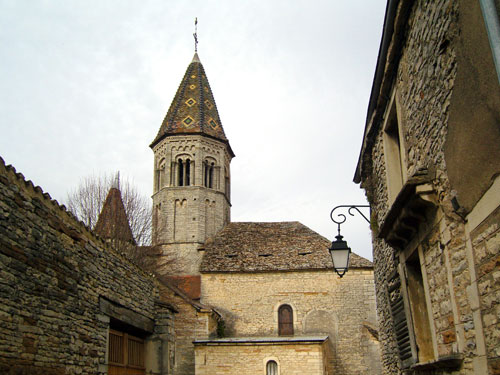
Kerk van Clessé
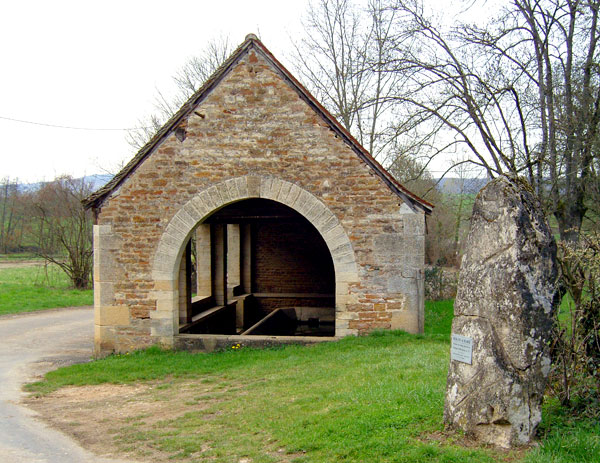
Belange

## Geografie
De oppervlakte van Clessé bedraagt 10,0 km², de bevolkingsdichtheid is 70,0 inwoners per km².
De onderstaande kaart toont de ligging van Clessé (Saône-et-Loire) met de belangrijkste infrastructuur en aangrenzende gemeenten.

## Demografie
Onderstaande figuur toont het verloop van het inwonertal (bron: INSEE-tellingen).